# Stealth de Houston
Le Stealth de Houston (en anglais : Houston Stealth) était une franchise de basket-ball féminin de la ville de Houston, appartenant à la NWBL. Fondée en 2002, cette franchise a disparu en 2004.

## Historique
La franchise a disputé simplement 3 saisons dans la ligue, remportant 2 titres par la même occasion.

## Palmarès
- Vainqueur de la NWBL : 2002, 2003

## Joueuses célèbres ou marquantes
- Cynthia Cooper
- Donnette Michelle Snow
- Sheryl Swoopes